# Isla de Lamu
Isla de Lamu es una isla parte del archipiélago de Lamu en Kenia. La ciudad vieja de Lamu, es el principal poblado de la isla, y es uno de los más antiguos y mejor conservados de los asentamientos suajili en África oriental. Construida en piedra de coral y madera de mangle, la ciudad se caracteriza por la simplicidad de las formas estructurales enriquecida con características tales como patios, terrazas y puertas de madera talladas. Lamu ha sido anfitrión de grandes festivales religiosos musulmanes desde el siglo XIX, y se ha convertido en un importante centro para el estudio de las culturas islámica y suajili. La isla está unida por barco a Mokowe en el continente y la isla de Manda, donde hay un aeropuerto. No hay carreteras en la isla, sólo callejuelas y senderos, y por lo tanto, hay pocos vehículos motorizados en la isla. Trasladar a los residentes a pie o en barco, y en burros es común, además estos medios son utilizados para el transporte de mercancías y materiales.

## Localidades
- Lamu
- Shela
- Matondoni
- Kipungani